# シドニー・ハッチ
シドニー・ハッチ（Sidney Herbert Hatch、1883年8月18日 - 1966年10月17日）は、アメリカ合衆国の陸上競技選手。1904年セントルイスオリンピックの銀メダリストである。イリノイ州クック郡リバーフォレスト出身。

## 経歴
ハッチはマラソンランナーとして有名で、1904年から1922年までに45回のマラソンを走りすべて完走している。この中には、1909年のシカゴマラソン、1911年のヨンカーズマラソンでの勝利も含まれている。
ハッチは、1904年セントルイスオリンピックと1908年ロンドンオリンピックのマラソンにも出場。セントルイスでは8位、ロンドンでは14位に終わっている。しかし、セントルイスでは、4マイル団体にも出場し、シカゴAAのメンバーの一員としてジム・ライトボディ、ウィリアム・ヴァーナー、レイシー・ハーンそしてフランス人のアルベール・コレーとともにニューヨークACと対戦し敗れて銀メダルを獲得した。（出場は2チーム）ハッチは、1912年ストックホルムオリンピックの代表にも選ばれていたが出場しなかった。
ハッチは、1915年、1916年のボストンマラソンの3位、1917年の2位を含めて数回のトップ10入りを記録。また、1916年10月には、ミルウォーキーからシカゴまでの96マイル（154km）のレースで14時間50分30秒という記録を残している。
ハッチは、第一次世界大戦でフランスに送られ、1918年10月11日の勇敢な戦いぶりに、パープルハート章、殊勲十字章さらにフランス共和国戦功十字章を受章した。
第一次世界大戦後は、再びランナーに戻り、引退までの間、2度ボストンマラソンに出場している。引退後は、リバーフォレストで郵便配達員として70歳まで活躍した。